# Municipio de Lonoke
El municipio de Lonoke (en inglés: Lonoke Township) es un municipio ubicado en el condado de Lonoke en el estado estadounidense de Arkansas. En el año 2010 tenía una población de 5191 habitantes y una densidad poblacional de 26,46 personas por km².

## Geografía
El municipio de Lonoke se encuentra ubicado en las coordenadas 34°46′48″N 91°53′7″O / 34.78000, -91.88528. Según la Oficina del Censo de los Estados Unidos, el municipio tiene una superficie total de 196.19 km², de la cual 178.42 km² corresponden a tierra firme y (9.06%) 17.77 km² es agua.

## Demografía
Según el censo de 2010, había 5191 personas residiendo en el municipio de Lonoke. La densidad de población era de 26,46 hab./km². De los 5191 habitantes, el municipio de Lonoke estaba compuesto por el 73.11% blancos, el 22.35% eran afroamericanos, el 0.27% eran amerindios, el 0.46% eran asiáticos, el 0.02% eran isleños del Pacífico, el 2.68% eran de otras razas y el 1.12% pertenecían a dos o más razas. Del total de la población el 3.74% eran hispanos o latinos de cualquier raza.